# Cheia (okręg Braszów)
Cheia – wieś w Rumunii, w okręgu Braszów, w gminie Moieciu. W 2011 roku liczyła 488 mieszkańców.